# Andreï Amalrik
Pour les articles homonymes, voir Amalrik.

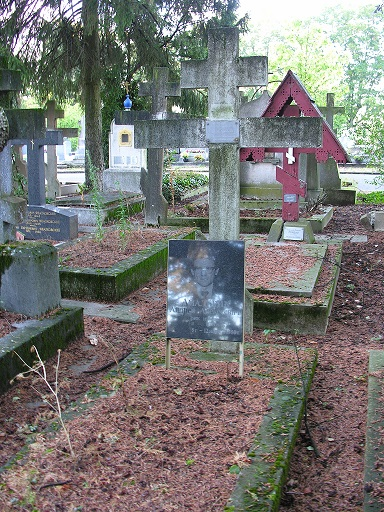
Vue de la sépulture.

Andreï Alexeïevitch Amalrik (en russe : Андрей Алексеевич Амальрик), né le 12 mai 1938 à Moscou et décédé le 12 novembre 1980 à Guadalajara en Espagne, est un historien et écrivain soviétique. Dissident opposé à la dictature soviétique, il est connu pour avoir prédit la dislocation de l'URSS dans L’Union soviétique survivra-t-elle en 1984 ? (1970). Il fut également l’un des acteurs du mouvement démocratique soviétique.

## Biographie

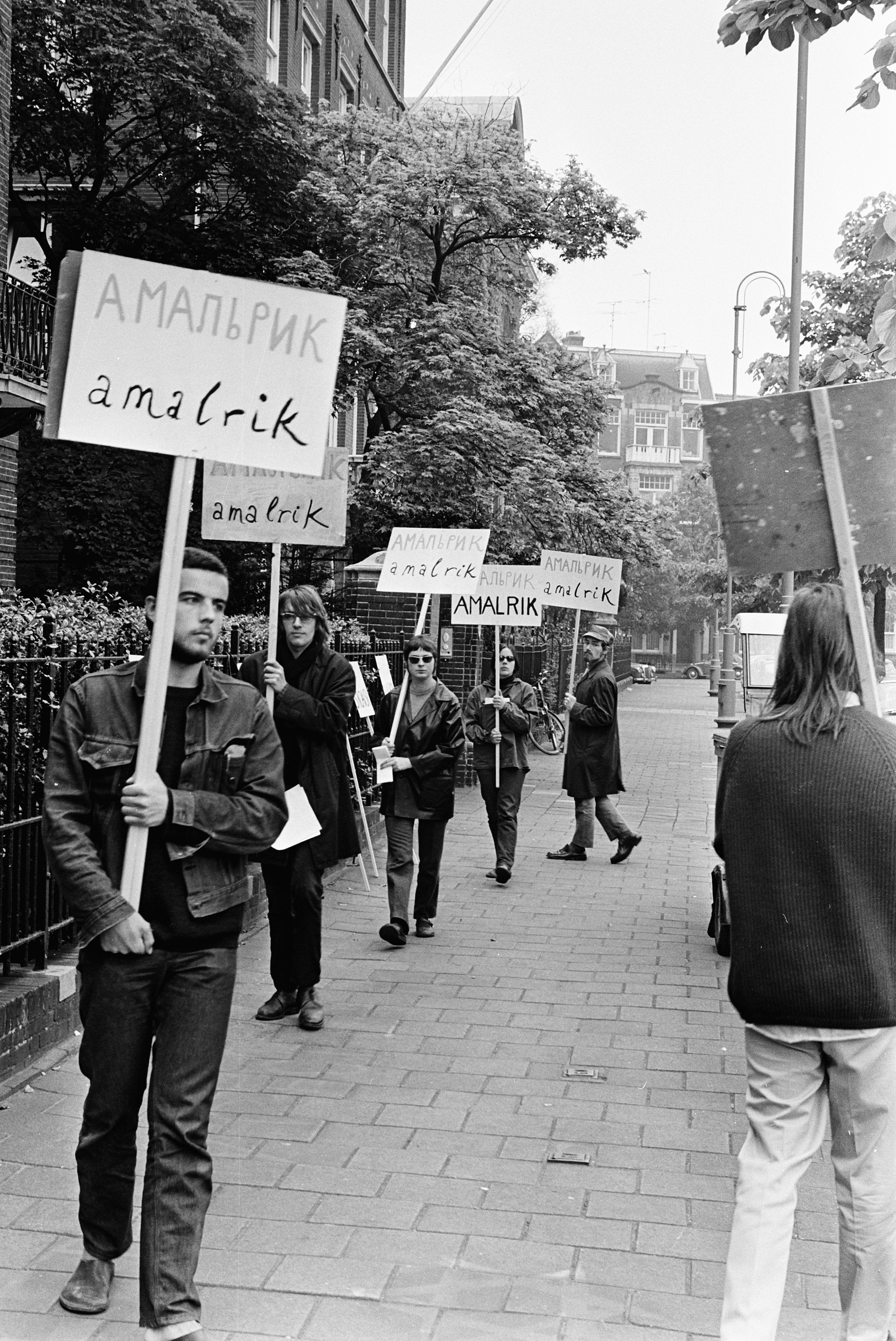
Des étudiants manifestent à Amsterdam contre l'arrestation d'Amalrik en 1970.

Andreï Amalrik naît dans une famille d’intellectuels ayant des origines françaises. En 1960, ce fils et petit-fils d'historien s'engage dans des études d’histoire et intègre l’Université d'État de Moscou en 1962-1963. Brillant, mais refusant de suivre servilement l’histoire officielle (selon laquelle la Rus' de Kiev était un État russe ne devant quasiment rien à des influences étrangères), il soutient sa thèse sur les origines de l’État russe Les Normands et la Rus' de Kiev (russe : Норманны и Киевская Русь). Il y défend l’idée que les Varègues et Byzance y avaient initialement plus d’importance que les Slaves,. Cela lui vaut d’être exclu de l’Université, espionné et interrogé par deux fois par le KGB. La carrière universitaire lui est dès lors fermée : catalogué comme « citoyen indigne de la confiance du peuple soviétique », il exerce des petits métiers (gardien de nuit, standardiste, homme de ménage, livreur, chauffagiste…) entrecoupés de périodes sans emploi, non rémunérées, qu’en URSS l’on n’appelle pas « chômage » , mais « vie antisociale et parasitaire », délit puni de déportation au Goulag. Il est condamné en 1965 à deux ans et demi camp de Sibérie pour « parasitisme », après avoir écrit des pièces de théâtre non conformes au « réalisme socialiste » et rencontré des artistes d’avant-garde dont sa future épouse Güzel Makudinova. Libéré au bout de seize mois, il écrit un livre sur sa détention, Voyage involontaire en Sibérie,,.
À l’issue de sa peine, il travaille comme correspondant indépendant pour l’agence de presse Novosti à Moscou et rédige, à partir de 1968, différents articles, toujours aussi critiques sur le régime soviétique. Entre autres, Le Procès des quatre («Процесс четырёх») co-écrit avec Pavel Litvinov, est consacré au procès des quatre personnage littéraires du samizdat : Alexandre Ginsburg, Iouri Galanskov, Alekseï Dobrovolski (ru) et Vera Lachkova (ru). Ces ouvrages clandestins parviennent par des voies détournées en Occident : Le procès des quatre  est publié à Amsterdam par la Fondation Herzen en 1971, tandis que le recueil d’articles L’Union soviétique survivra-t-elle en 1984 ? est publié en France en 1970. Il est renvoyé de son poste de journaliste pour avoir manifesté en faveur du Biafra.
Ces ouvrages surprennent par la précision de leurs informations sur la vie soviétique et choquent profondément la partie de la gauche qui voulait encore croire que l’URSS était, sinon « un paradis des travailleurs », du moins un système au « bilan globalement plus positif que celui du capitalisme ». Amalrik y décrit les réalités du communisme vécu : une nomenklatura profitant indument d’avantages dont le peuple est privé, une armée et surtout une police politique hypertrophiées, improductives et coûteuses, une bureaucratie figée, une classe moyenne trop peu développée et les faiblesses de la compétition avec l’Ouest. Il choque en décrivant la société soviétique, théoriquement et officiellement égalitaire, par des termes comme « classe des spécialistes », « classe moyenne » et « classes inférieures ». Ce régime, selon lui, a depuis longtemps tourné le dos aux idéaux communistes et ne survit que par la coercition, de sorte que pour les peuples soviétiques, les identités nationales, les traditions ancestrales et les religions apparaissent comme les seuls repères porteurs d’espoir. Plus tard, dans plusieurs interviews, Amalrik estime que, face à « l’impasse du présent et au danger du retour au passé », l’étouffement du « printemps de Prague » et donc du « socialisme à visage humain » qui visait à établir les libertés fondamentales, la souveraineté populaire et un état de droit, prive le bloc communiste de sa dernière « alternative d’avenir » et que désormais, tout signe de libéralisation devra être analysé non comme un signe d’espoir et de réforme possible, mais comme un signe d’affaiblissement et de délitement.

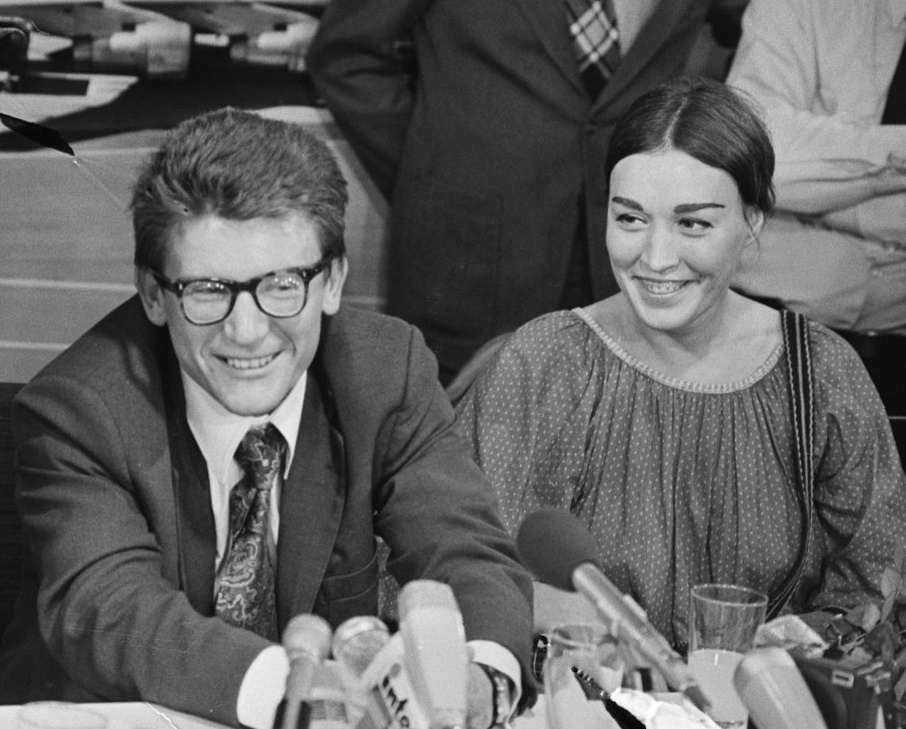
Andreï Amalrik à l’arrivée aux Pays-Bas, en 1976, et son épouse Güzel (1942-2014), auteur de Mémoires d'une enfance tatare.

Dans L’Union soviétique survivra-t-elle en 1984 ?, Amalrik prévoyait la désintégration de l’Union soviétique en raison des inégalités sociales et de deux risques : le séparatisme des nations non-russes de l’Union, et les tensions avec la République populaire de Chine. Les médias occidentaux réagissent d’abord avec scepticisme à cet essai d’Amalrik : beaucoup affirment qu’il n’est qu’un pion du KGB. C’est seulement sa deuxième déportation qui lève les soupçons. Alors qu’Amalrik prévoyait un effondrement de l’URSS entre 1980 et 1985, il concède des années plus tard avoir sous-estimé la résistance du Kremlin et surestimé les capacités militaires chinoises ; cependant, le calendrier mis à part, ses prédictions se révèlent bien plus réalistes que les analyses des soviétologues : la guerre froide est perdue en raison de l’obsolescence et de l’inefficacité des technologies et de l’économie soviétiques, les inégalités sociales se creusent avec l’émergence des oligarques, la dislocation de l'URSS se produit, les dissidents démocrates n’accèdent pas au pouvoir et les responsables occidentaux, craignant une remise en cause de l’équilibre mondial, préfèrent dialoguer avec les dirigeants issus de la nomenklatura, jugés plus réalistes.
La publication de son livre en Occident vaut à Amalrik une condamnation de trois ans au Goulag, dans la Kolyma, située dans l'oblast de Magadan dans l'Extrême-Orient russe. Le dernier jour de sa peine, le 21 mai 1973, un nouveau dossier est ouvert contre lui et en juillet 1973, on ajoute encore trois ans à sa condamnation. Toutefois, quatre mois plus tard, la condamnation est adoucie, en raison de la pétition du PEN club international et de la grève de la faim entamée par l’écrivain, en deux ans de relégation près de la localité Talaïa, toujours dans la Kolyma, mais hors des camps. Il est libéré en mai 1975.
Rentré à Moscou, Andreï Amalrik, qui clame son intention de reprendre ses critiques écrites « tant qu’elles seront nécessaires », mais qui est désormais répertorié par Amnesty International et connu à l’étranger, est expulsé d’URSS en juillet 1976, vers les Pays-Bas. Il y réside dans une famille d’origine française. Son travail littéraire continue et comprend notamment un livre de mémoires Les Notes d’un dissident (« Записки диссидента »).
Il meurt le 12 novembre 1980 des suites d’un accident de voiture survenu quelques mois plus tôt près de Guadalajara en Espagne, alors qu’il se rendait à Madrid pour assister à une conférence afin d’y exiger l’application des accords d'Helsinki. Ses proches pensent que la perte de contrôle du véhicule a pu être sciemment provoquée selon des procédures de sabotage automobile employées par les agents du KGB pour se « débarrasser des gêneurs », mais cela ne peut être démontré. Son épouse ainsi que les deux dissidents Viktor Feinburg et Vladimir Borisov, qui se trouvaient dans la voiture, n’ont pas été blessés,.
Andreï Amalrik est enterré au cimetière russe de Sainte-Geneviève-des-Bois. 
La mort l’empêche certes de poursuivre son travail, mais le relais avait déjà été pris par l’anthropologue français Emmanuel Todd en 1976 dans son livre La Chute finale, et par l’historienne Hélène Carrère d'Encausse dans L'Empire éclaté paru en 1978, prédisant eux aussi la dislocation de l'URSS qui se produit en 1991, sept ans après la date du titre de son livre, mais selon le processus qu’Amalrik avait anticipé à partir de ses analyses.

## Ouvrages
- Andreï Amalrik, L'Union soviétique survivra-t-elle en 1984 ?..., Paris, Fayard, 1970 (OCLC 462991990)
- Andreï Amalrik, Les quatorze amants de l'affreuse Mary-Ann et autres pièce courtes, Gallimard 1970 et 1974
- Andréï Amalrik, Voyage involontaire en Sibérie, Gallimard, coll. Témoins, 1970  (ISBN 2070267563)
- Andréï Amalrik, Raspoutine, ouvrage inachevé, Seuil 1982  (ISBN 2-02-006089-2)